# Andrew Smith (cestista 1992)
Andrew David Smith, conosciuto anche con il nome lettone di Endru Davids Smits (Pompano Beach, 14 dicembre 1992), è un cestista statunitense naturalizzato lettone.

## Palmarès
- Campionato olandese: 1

Donar Groningen: 2016-17
- Coppa d'Olanda: 1

Donar Groingen: 2017
- Supercoppa d'Olanda: 1

Donar Groningen: 2017
- 2. Basketball-Bundesliga: 1

S.C. RASTA Vechta: 2017-2018